# 港督最後一個保鑣
《港督最後一個保鑣》（英語：Bodyguards of Last Governor）是1996年上映的一部香港電影，由張堅庭執導，葛民輝、邱淑貞、羅家英、周文健、陳曼娜主演。是以當時香港的過渡期為背景的政治喜劇。羅冠蘭憑本作獲提名第16屆香港電影金像獎最佳女配角。

## 劇情簡介
1997年，距離香港主權移交只有一個多月，因為英國保守黨選出了一位少數族裔首相，所以改變了民族政策，派遣了香港出生、擔任英籍華裔廚師的政治門外漢任劍輝（羅家英飾）回到香港接替肥彭（Noel Lester Rands飾）接任最後一任香港總督。香港政府的布政司鍾方安心（羅冠蘭飾）一方面應付新任港督，一方面在中方代表魯定（周志輝飾）和民主黨首領李樹明（林尚武飾）之間交涉。期間，因為日本外務大臣早前在香港公然宣稱釣魚島屬於日本，香港爆發反日示威。
黃老闆（李純恩飾）誓言要在回歸前行刺港督，以報仇歷代港督打壓祖先之仇。警務處王處長（黃毓民飾）有意提拔任職督察的私生子陸葛（葛民輝飾），陸葛在港督就職禮上以高強武功打敗了黃老闆派出的殺手，因此和大健（周文健飾）一同擔任港督的保鑣。陸葛卻發現大健原來是他妻子（邱淑貞飾）的發小加初戀男友，兩人遂暗地較勁。而陸葛的岳母（陳曼娜飾）搬來同住，也影響了他夫妻倆的性生活。陸葛的岳母向來不中意陸葛而偏愛大健。
過渡期即將完結，港督任劍輝設宴，日本領事卻送上「東亞病夫」字條，被眾人圍毆。黃老闆派出了殺手趁機行刺，但是被陸葛等人打敗。香港終於順利回歸中國。

## 演員
| 演員              | 角色       | 備註                          |
| 葛民輝            | 陸葛       | 督察                          |
| 羅家英            | 任劍輝     | 英屬香港最後一任港督          |
| 邱淑貞            | 小豆       | 陸葛老婆                      |
| 周文健            | 大健       | 督察                          |
| 李純恩            | 黃老闆     |                               |
| 黃毓民            | 癲狗王     | 警務處處長                    |
| 羅冠蘭            | 鍾方安心   | 角色影射：陳方安生            |
| 林尚武            | 李豬明     | 角色影射：李柱銘              |
| 周志輝            | 魯定       | 角色影射：魯平                |
| 陳曼娜            | 冷若水     |                               |
| 江希文            | 任劍輝之女 |                               |
| 林尚義            |            | 警校教官                      |
| 羅浩楷            | 阿七       | 角色影射：楊貫一              |
| 吳志雄            |            |                               |
| 林迪安            |            |                               |
| 李兆基            | 沙膽飛     |                               |
| Noel Lester Rands | 彭先生     | 港督 角色影射：彭定康         |
| 陳志雄            | 董先生     | 候任行政長官 角色影射：董建華 |
| 張贊生            | 曾陰公     | 財政司 角色影射：曾蔭權       |

## 外部連結
- 香港影庫上《港督最後一個保鑣》的資料（繁體中文）
- 開眼電影網上《港督最後一個保鑣》的資料（繁體中文）
- 豆瓣电影上《港督最後一個保鑣》的資料 （简体中文）
- 时光网上《港督最後一個保鑣》的資料（简体中文）
- 爛番茄上《港督最後一個保鑣》的資料（英文）
- AllMovie上《港督最後一個保鑣》的资料（英文）
- 互联网电影数据库（IMDb）上《港督最後一個保鑣》的资料（英文）